# M5膜
理論物理學中，M5膜（M5-brane）是帶有磁荷的膜，它是M理論中的孤立子解。在電磁對偶下，其與M2膜是等價的。